# Urmuz
Urmuz, vlastním jménem Demetru Dem. Demetrescu-Buzău (17. března 1883 Curtea de Argeș  – 23. listopadu 1923 Bukurešť) byl rumunský spisovatel, jehož tvorba předstihla dadaismus a surrealismus. 

## Život
Na počátku své literární kariéry používal pseudonymy Ciriviș („rozpuštěný lůj“) a Mitică („malý Dumitru“, postava z rumunských vtipů). Pak se začal podepisovat Urmuz nebo Hurmuz, což znamená „korálek“ (podle produkce skla na ostrově Hormuz), avšak rumunští Romové tímto výrazem označují také exkrement.
Jeho otec Dimitrie Ionescu-Buzău byl ředitel nemocnice, folklorista a svobodný zednář. V dětství Urmuz pobýval s rodiči v Paříži, po návratu do Rumunska studoval na Colegiul Național Gheorghe Lazăr, kde byli jeho přáteli Gheorghe Ciprian a Vasile Voiculescu, s nimiž založil tajný spolek nazvaný pahuci. Absolvoval pak právnickou fakultu Bukurešťské univerzity, pracoval jako smírčí soudce v Dobrudži, bojoval v druhé balkánské válce i v první světové válce. Po válce byl okresním soudcem v Alexandrii a pak pracoval jako úředník Nejvyššího soudu v Bukurešti. O první publikaci jeho textů v časopise Cugetul românesc v roce 1922 se zasloužil Tudor Arghezi. Ve věku čtyřiceti let se Urmuz zastřelil u restaurace na Șoseaua Kiseleff v Bukurešti. Příčiny jsou nejasné, mohlo jít o provokativní gesto surrealisty či o důsledek psychického traumatu z dvojí existence úspěšného právníka a nonkonformního umělce.

## Dílo
V mládí ho ovlivnila četba Julese Verna a Mihaie Eminesca, vedle literatury se věnoval také hudbě a malířství, obdivoval Constantina Brâncușiho. Z Urmuzovy tvorby se zachovala jen hrstka krátkých próz, veršů a aforismů v rozsahu okolo padesáti stran. Jeho dílo se vyznačuje černým humorem, nihilismem a smyslem pro absurditu, bývá označováno jako antiliteratura. Solitér Urmuz se vymyká zavedeným literárním směrům, i když navazuje na dekadentní literaturu a byl současníkem futuristů i expresionistů. Nejčastěji je srovnáván s Alfredem Jarrym, Franzem Kafkou a Daniilem Charmsem. Využíval postupy metafikce, s oblibou parodoval klišé dobové módní literatury a podobně jako Ion Luca Caragiale navazoval na drsně groteskní valašskou lidovou slovesnost. V jeho životě a tvorbě se odráží zájem o esoterismus a psychické abnormality. 
Urmuzovou ironií a nevázanou hrou s jazykem se inspiroval Eugène Ionesco. Mýtus Urmuze pěstovali autoři okolo avantgardního časopisu Contimporanul, hlásili se k němu také oniristé, generace optzeciștů a rumunští postmodernisté. Za svůj literární vzor ho označili Sașa Pană, Dumitru Tepeneag a Nichita Stănescu, ohlasy Urmuzova stylu se objevují i v díle nobelistky Herty Müllerové. 

## Uznání
O překlad Urmuzova díla do angličtiny se zasloužil Miron Grindea. V rodném městě mu byl odhalen pomník od sochaře Radu Adriana a je po něm pojmenována planetka 44194 Urmuz. John Zorn mu věnoval album The Urmuz Epigrams. Český výbor z Urmuzovy tvorby v překladu Ludvíka Kundery nazvaný Pagini bizare vydalo v roce 1994 nakladatelství Kra. Český rozhlas Vltava odvysílal Urmuzovy povídky Ismail a Turnavitu, Cotadi a Dragomir, Algazy a Grummer v podání Jana Holíka.